# René Aussourd
René Louis Auguste Aussourd né à Paris (6e arrondissement) le 26 août 1884, et mort à Cogolin (Var) le 26 août 1966, est un relieur français.

## Biographie
René Aussourd est le neveu du relieur Charles Meunier et est actif de 1912 à 1960.
En 1904, il demeure à Paris au 8, rue de Stockholm, puis en 1919, au 8, rue du Fouarre.
Il meurt à Cogolin le jour de son 82e anniversaire.
Il est inhumé au cimetière parisien de Thiais le 30 août 1966.

## Travail, créations
René Aussourd est un relieur essentiellement de la période Art déco.